# Lyriothemis elegantissima
Lyriothemis elegantissima är en trollsländeart som beskrevs av Selys 1883. Lyriothemis elegantissima ingår i släktet Lyriothemis och familjen segeltrollsländor. IUCN kategoriserar arten globalt som livskraftig. Inga underarter finns listade i Catalogue of Life.

## Bildgalleri

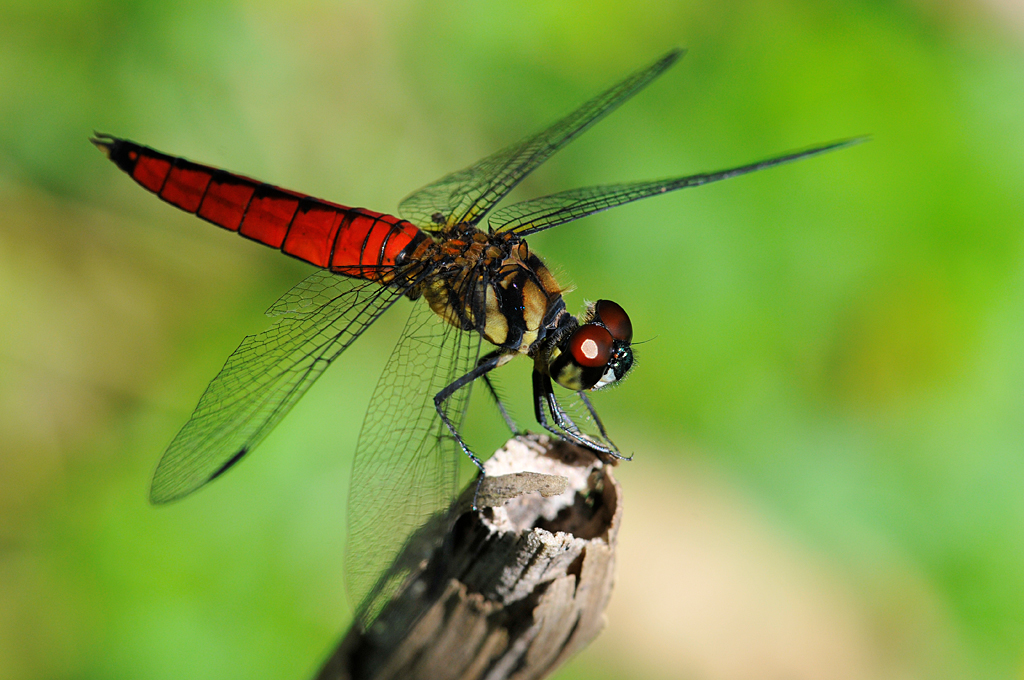